# Buikvlieskanker
Buikvlieskanker of carcinosis peritonei  is een kwaadaardige aandoening van het buikvlies (peritoneum).

## Oorsprong
Meestal ontstaat de aandoening door uitzaaiingen vanuit organen die binnen de buikholte (intraperitoneaal) gelegen zijn. Dit kan gaan om de maag, de dunne, dikke darm of de galwegen, of bij vrouwen de eierstokken of de baarmoeder. Het vinden van de oorspronkelijke tumor is van belang daar dit de behandeling bepaalt. Soms is het onmogelijk de primaire tumor te vinden.

## Behandeling
In principe kan bij buikvlieskanker geen genezende behandeling meer geboden worden. Vaak wordt er door middel van chemotherapie getracht de progressie van de ziekte tot staan te brengen. Bij een klein aantal uitzaaiingen in het buikvlies wordt soms gekozen voor zogenaamde HIPEC-behandelingen. Tijdens een intensieve operatie wordt hierbij het buikvlies verwijderd, waarna de buikholte gespoeld wordt met cytostatica. Deze behandeling kent aanzienlijke complicaties en wordt daarom slechts bij een geselecteerde groep patiënten met wisselende resultaten toegepast.
Bij buikvlieskanker door eierstokkanker (ovariumcarcinoom) wordt eerst een zogenaamde debulkingsoperatie uitgevoerd, waarbij zo veel mogelijk tumorweefsel wordt verwijderd. Hierna wordt behandeld met chemotherapie. De resultaten hiervan zijn bemoedigend.